# Kanoko Sakurakoji
Kanoko Sakurakoji (桜小路かのこ?, Sakurakōji Kanoko; Tokyo, 1º agosto ...) è una fumettista giapponese.
Scrive principalmente per le riviste di Shogakukan manga di tipo shōjo, le sue opere più famose sono Backstage Prince, Seirō opera e Black Bird, quest'ultima è stata serializzata anche in Italia da Star Comics.
La sua prima opera è Love ga Hanetara, seguita da molte storie brevi e autoconclusive.
Solo in seguito l'autrice si è dedicata a vicende più articolate e complesse con un numero maggiore di tankōbon.
Nel 2008 ha vinto lo Shogakukan Manga Award con Black Bird.

## Opere
- Love ga Hanetara
- Suzu-chan no Neko (鈴ちゃんの猫?, "Suzu-chan's Cat") (2001–2002) - 2 volumi
- Rakuen (2004)
- Backstage Prince (2004–2005) - 2 volumi
- Ōsama no Shichiya (王様の質屋?, "The King's Pawnshop") (2006) - 1 volume
- Black Bird (ブラックバード?) (2006-2014) - 18 volumi
- Seirō opera (青楼オペラ) (2015-2019) - 12 volumi
- Baby, Star
- Bitter - Nakechau Koi Monogatari
- Eikoku Kizoku Goyoutashi
- Yasashii Te
- Yurusarete Inai Watachitachi
- Gokko
- Sono Hakui wo Nuide
- Last Notes